# 第8回国民体育大会
第8回国民体育大会（だい8かいこくみんたいいくたいかい）は、1953年に開催された国民体育大会である。前大会同様、四国四県の複数県開催となった。前大会から出場した沖縄は体協に正式に加盟したため、陸上競技と柔道競技に参加した。

## 概要
| 季    | 期間                      | 開催地                   | 競技数 | 参加者数 |
| ----- | ------------------------- | ------------------------ | ------ | -------- |
| 冬    | 1953年1月22日 - 1月25日   | 岩手県盛岡市             | 1      | 1,498    |
| 冬    | 1953年2月18日 - 2月22日   | 秋田県大館市・大湯町     | 1      | 1,775    |
| 夏    | 1953年9月20日 - 9月23日   | 高知県高知市             | 1      | 1,303    |
| 夏    | 1953年9月22日 - 9月26日   | 香川県高松市             | 1      | 437      |
| 秋    | 1953年10月22日 - 10月26日 | 徳島・香川・愛媛・高知県 | 28     | 20,948   |
| 合 計 | 合 計                     | 合 計                    | 32     | 25,961   |

テーマ曲は「第八回国民体育大会讃歌」（作詞・関口武、作曲・古関裕而、歌・伊藤久男）。作曲者と歌唱者は前大会のテーマ曲から2年連続の起用となった。

### スキー競技におけるアクシデント
2月に秋田県で行われたスキー競技（男子大回転）において、青森県所属の選手が競技中に意識を失いコースアウト、そのまま高速で灌木に激突し死亡するという痛ましいアクシデントが発生した。後に今後万一の発生時には、主催者がその責を負うと明文化された。

## 実施競技
- 陸上競技
- 水泳
- サッカー
- スキー
- テニス
- 漕艇
- ホッケー
- ボクシング
- バレーボール
- 体操
- バスケットボール
- スケート
- レスリング
- ヨット
- ウェイトリフティング
- ハンドボール
- 自転車競技
- ソフトテニス
- 卓球
- 軟式野球
- 相撲
- 馬術
- フェンシング
- 柔道
- ソフトボール
- バドミントン
- 弓道
- ライフル射撃
- 剣道
- ラグビー
- クレー射撃
- 高校野球

## 総合成績

### 天皇杯

#### 冬季大会
- 1位 - 北海道
- 2位 - 長野県
- 3位 - 青森県

#### 夏・秋季大会
- 1位 - 東京都
- 2位 - 神奈川県
- 3位 - 北海道

### 皇后杯

#### 冬季大会
- 1位 - 北海道
- 2位 - 長野県
- 3位 - 青森県

#### 夏・秋季大会
- 1位 - 東京都
- 2位 - 愛知県
- 3位 - 広島県